# John Parkinson (botaniker)

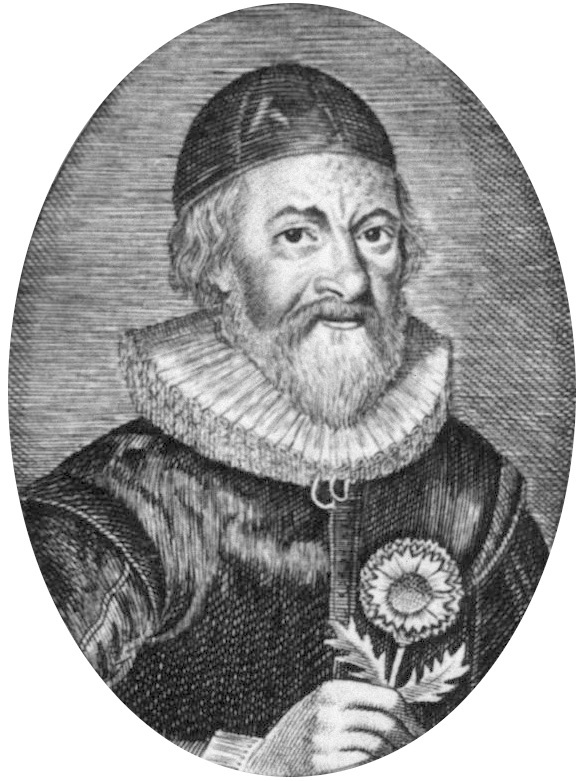
John Parkinson.

John Parkinson, född 1567 i London, död där (begraven 6 augusti) 1650, var en engelsk trädgårdsodlare.
Parkinson, som var hovapotekare och botanicus regius primarius hos Karl I författade några för sin tid märkliga och ännu gärna studerade arbeten över trädgårdsfloran. Sitt namn gav han den latinska omskrivningen "Paradisus in sole" (Park in sun) och utgav därför sitt främsta verk under titeln Paradisi in sole paradisus terrestris, or a choice garden of all sorts of rarest flowers (1629; ny upplaga 1656). Han författade även Theatrum botanicum, vari flera tusen växter beskrivs (1640).